# أندريه ديفيس (لاعب كرة قدم أمريكية)
أندريه ديفيس (بالإنجليزية: André Davis)‏ هو لاعب كرة قدم أمريكية أمريكي، ولد في 12 يونيو 1979 في ناينيكا في الولايات المتحدة.

## وصلات خارجية
- أندريه ديفيس على موقع الاتحاد الدولي لألعاب القوى (الإنجليزية)
- أندريه ديفيس على موقع مرجع كرة القدم المحترفة.كوم (الإنجليزية)